# Dlouhý pochod 3A
Dlouhý pochod 3A (čínsky 长征三号甲火箭), také známý jako Chang Zheng 3A , CZ-3A a LM-3A, je čínská nosná raketa. Je to třístupňová raketa používaná zejména k vypouštění telekomunikačních satelitů a družic systému BeiDou. Tvořila základ rakety Dlouhý pochod 3B, což je těžší verze se čtyřmi kapalnými pomocnými bloky. Rakety Dlouhý pochod 3A jsou vypuštěny ze startovacích oblastí 2 a 3 v Xichang Satellite Launch Center.

## Přehled startů
| Let číslo | Datum a čas (UTC)        | Náklad           | Oběžná dráha | Výsledek |
| 1         | 8. února 1994 08:34      | Shijian 4        | HEO          | Úspěch   |
| 2         | 29. listopadu 1994 17:02 | Dong Fang Hong 3 | GTO          | Úspěch   |
| 3         | 11. května 1997 16:17    | ChinaSat 6       | GTO          | Úspěch   |
| 4         | 25. ledna 2000 16:45     | ČínaSat 22       | GTO          | Úspěch   |
| 5         | 30. října 2000 16:02     | Beidou-1A        | GTO          | Úspěch   |
| 6         | 20. prosince 2000 16:20  | Beidou-1B        | GTO          | Úspěch   |
| 7         | 24. května 2003 16:34    | Beidou-1C        | GTO          | Úspěch   |
| 8         | 14. listopadu 2003 16:01 | ČínaSat 20       | GTO          | Úspěch   |
| 9         | 19. října 2004 01:20     | Fengyun 2C       | GTO          | Úspěch   |
| 10        | 12. září 2006 16:02      | ChinaSat 22A     | GTO          | Úspěch   |
| 11        | 8. prosince 2006 00:53   | Fengyun 2D       | GTO          | Úspěch   |
| 12        | 2. února 2007 16:28      | Beidou-1D        | GTO          | Úspěch   |
| 13        | 13. dubna 2007 20:11     | Kompas-M1        | MEO          | Úspěch   |
| 14        | 31. května 2007 16:08    | SinoSat 3        | GTO          | Úspěch   |
| 15        | 24. října 2007 10:05     | Chang'e 1        | LTO          | Úspěch   |
| 16        | 23. prosince 2008 00:54  | Fengyun 2E       | GTO          | Úspěch   |
| 17        | 31. července 2010 21:30  | Kompas-IGSO1     | GTO          | Úspěch   |
| 18        | 24. listopadu 2010 16:09 | ChinaSat 20A     | GTO          | Úspěch   |
| 19        | 17. prosince 2010 20:20  | Kompas-IGSO2     | GTO          | Úspěch   |
| 20        | 9. dubna 2011 20:47      | Kompas-IGSO3     | GTO          | Úspěch   |
| 21        | 26. července 2011 21:44  | Kompas-IGSO4     | GTO          | Úspěch   |
| 22        | 1. prosince 2011 21:07   | Kompas-IGSO5     | GTO          | Úspěch   |
| 23        | 13. ledna 2012 00:56     | Fengyun 2F       | GTO          | Úspěch   |
| 24        | 31. prosince 2014 01:02  | Fengyun 2G       | GTO          | Úspěch   |
| 25        | 29. března 2016 20:11    | Kompas-IGSO6     | GTO          | Úspěch   |
| 26        | 5. června 2018 13:07     | Fengyun 2H       | GTO          | Úspěch   |
| 27        | 9. července 2018 20:58   | Kompas-IGSO7     | GTO          | Úspěch   |